# Sam Bradford
Sam Bradford (Oklahoma City, 8 november 1987) is een Amerikaans American football-quarterback die momenteel speelt voor de Arizona Cardinals. In 2010 werd Bradford als eerste geselecteerd in de 2010 NFL Draft door de St Louis Rams. In 2008 won Bradford de Heisman Trophy terwijl hij College football speelde voor de universiteit van Oklahoma. Bradford heeft voor drie clubs gespeeld: de St Louis Rams, Philadelphia Eagles, Minnesota Vikings en momenteel de Arizona Cardinals.

## Jeugd
Bradford werd geboren in Oklahoma City, hij speelde tijdens zijn jeugd meerdere sporten zoals: football, basketbal, honkbal en golf. Hij speelde voor de Putnam City North Panthers, het team van zijn middelbare school. Bradford was niet erg bekend bij scouting websites en werd overschaduwd door bekende middelbare scholieren en toekomstig NFL Spelers, Matt Stafford en Tim Tebow. Bradford ontving meerdere studie-beurzen van verschillende universiteiten door het hele land zoals, Stanford University, universiteit van Michigan en de universiteit van Oklahoma. Uiteindelijk koos Bradford voor de universiteit van Oklahoma.

## Universitaire carrière
Bradford studeerde aan de universiteit van Oklahoma waar hij football speelde voor de Oklahoma Sooners van 2006 tot 2009.
Bradford kreeg in zijn freshman seizoen een red shirt en hoefde dus niet in actie te komen.
In zijn tweede jaar was Braford dus een red shirt freshman, Bradford liet tijdens de trainingen zien een capabele quarterback te zijn en werd dus uiteindelijk de startende quarterback. In zijn eerste wedstrijd had Bradford  21 succesvolle passes uit 23 pogingen, hij gooide voor 363 yards en drie touchdowns in twee kwarten, hiermee verbrak hij het school record voor passing yards in 2 wedstrijd kwarten, het oude record was gevestigd door zijn eigen quarterback coach Josh Heupel, met 350. de volgende wedstrijd verbrak Bradford Heisman Trophy winnaar Jason White's school record voor meest achtereenvolgende succesvolle passes met 22.
Op 24 november 2007, verbrak Bradford het NCAA freshman record van 29 gescoorde touchdowns, door 30 touchdowns te scoren

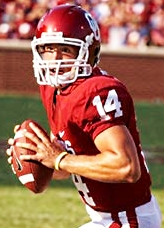
Sam Bradford spelend voor de Oklahoma Sooners.

In zijn sophomore seizoen begon Bradford uitstekend, In week 8 van het reguliere seizoen verbrak Bradford zijn quarterback coach Josh Heupel's school record voor de meeste passing yards in een wedstrijd met 468 yards. Bradford leidde de Sooners naar hun derede Big 12 kampioenschap in 3 jaar. Ze versloegen de Missouri Tigers met een score van 62–21. Oklahoma eindigde het 2008 reguliere seizoen met een 12–1 record, ze stonden als nummer 2 genoteerd in de AP Poll en als nummer 1 in de BCS stand. De Sooners mochten het tegen de Florida Gators opnemen in het nationale kampioenschap van 2009, ze verloren de wedstrijd 24-14.
Na het seizoen won Bradford de Davey O'Brien Award en de Heisman Trophy. Braford werd de vijfde speler van de  Universiteit van Oklahoma die de prijs in ontvangst mocht nemen.
| Finalist     | Eerste plek stemmen (3 punten.) | Tweede plek stemmen (2 punten.) | Derde plek stemmen (1 punt.) | Totale punten |
| ------------ | ------------------------------- | ------------------------------- | ---------------------------- | ------------- |
| Sam Bradford | 300                             | 315                             | 196                          | 1,726         |
| Colt McCoy   | 266                             | 288                             | 230                          | 1,604         |
| Tim Tebow    | 309                             | 207                             | 234                          | 1,575         |

Bradford kondigde aan dat hij zich niet verkiesbaar zou stellen voor de 2009 NFL Draft, hij wilde zijn junior seizoen spelen en een diploma halen. Bradford raakte in de eerste week van zijn junior seizoen geblesseerd aan zijn schouder en moest minimaal zes weken rust nemen. Uiteindelijk speelde Bradford maar in drie wedstrijden waarin hij 69 passes gooide waarvan er 39 succesvol aankwamen, hij gooide 2 touchdowns en geen intercepties. Bradford's seizoen was een grote teleurstelling en veel teams twijfelden of ze hem wel moesten selecteren. Bradford stelde zich na zijn junior seizoen verkiesbaar voor de 2010 NFL Draft.

## Professionele carrière
Bradford werd als eerste gekozen in de 2010 NFL Draft door de St Louis Rams. Bradford tekende een zes-jarig contract waarmee hij 78 miljoen dollar zou gaan verdienen.
Bradford had tijdens zijn carrière bij St. Louis te maken met veel blessures en slechte coaching, veel mensen waren niet tevreden met het spel van Bradford en vonden hem te soft. Bradford speelde maar in twee seizoenen alle 16 wedstrijden, in de andere 3 seizoenen raakte hij geblesseerd of hij werd op de bank gezet.
Op 10 maart 2015 was Bradford betrokken bij een ruil-deal tussen de St Louis Rams en de Philadelphia Eagles. Bradford werd bij de Eagles gekozen als de startende quarterback, hij speelde in 2015, 14 wedstrijden, in die wedstrijden gooide hij 3,725 yards, 19 touchdowns en 14 intercepties.
Op 3 september 2016 was Bradford weer betrokken bij een ruildeal, dit keer tussen de Philadelphia Eagles en de Minnesota Vikings, Teddy Bridgewater de startende quarterback was zwaar geblesseerd geraakt en de Vikings zochten een vervanger. Bradford speelde in 2016 in 15 wedstrijden, daarin gooide hij 3,877 yards, 20 touchdowns en 5 intercepties.